# ديمقراطية شبه مباشرة
الديمقراطية شبه المباشرة هي نوع من أنواع الديمقراطية يجمع بين آليات الديمقراطية المباشرة والديمقراطية التمثيلية. يكون ممثلو الديمقراطية شبه المباشرة مسؤولين عن إدارة الحكم اليومي، لكن يُبقي المواطنون على السيادة، ويكونون قادرين على التحكم بحكوماتهم وقوانينها عن طريق أساليب مختلفة من العمل الشعبي: مثل الاستفتاء العام الإلزامي، والمبادرات الشعبية، وإبطال التوكيل، والاستشارات العامة. يُعتبر النمطان الأولان، الاستفتاء العام والمبادرات، مثالين عن التشريع المباشر.

## التطبيق

### سويسرا
توجد الديمقراطية المباشرة البحتة في كانتونات سويسرا، وكانتون أبينزيل إينرهودن، وكانتون غلاروس فقط. يُعتبر الاتحاد السويسري نموذجًا للديمقراطية شبه المباشرة (ديمقراطية تمثيلية بالإضافة إلى أدوات قوية للديمقراطية المباشرة). البنى الحكومية الفيدرالية في سويسرا تُتَمم الطبيعة المباشرة للديمقراطية (يُطلق عليها باللغة الألمانية التبعية أيضًا).
تُعتبر الأنظمة في معظم الدول الغربية أنظمة تمثيلية، وتُعتبر سويسرا مثالًا نادرًا عن دولة تحتوي على أدوات للديمقراطية المباشرة (على مستوى البلديات، والكانتونات، والولايات الفيدرالية)، ويكون لمواطنيها سلطة أكبر من السلطة التي يتمتع بها مواطنو الدول ذات الديمقراطية التمثيلية. يمكن للمواطنين اقتراح تغييرات على الدستور على أي مستوى سياسي (المبادرات الشعبية)، أو طلب إجراء استفتاء عام اختياري على أي قانون يصوت عليه البرلمان الفيدرالي أو الكانتوني، أو الهيئة التشريعية في البلديات.
إن قوائم الاستفتاءات العامة الإلزامية على المستويات السياسية في سويسرا بشكل عام أطول من أي بلد آخر، على سبيل المثال، يجب أن يجري التصويت تلقائيًا على أي تعديل دستوري من قبل الناخبين السويسريين، وعلى المستويات الشعبية، وفي جميع الكانتونات، تصدر السلطات التشريعية والتنفيذية غالبًا كل القرارات الاقتصادية المتعلقة بمبالغ كبيرة.
يقترع المواطنون السويسريون عادةً في جميع القضايا وفي مختلف المستويات السياسية أربع مرات في العام، مثل الموافقات المالية لمدارس منزلية أو بناء شارع جديد، أو تغيير السياسة الخاصة بالعمل في الجنس، أو التغييرات الدستورية، أو السياسة الخارجية لسويسرا. منذ شهر يناير من عام 1995 وحتى يونيو من عام 2005، صوّت المواطنون السويسريون 31 مرة على 103 قضايا فيدرالية بالإضافة إلى العديد من القضايا على مستوى الكانتونات، وعلى المستوى المحلي. في أثناء الفترة ذاتها، شارك المواطنون الفرنسيون في استفتاءين عامَّين فقط.
تُعتبر الأغلبية البسيطة في عدد الأصوات كافية على مستوى الكانتونات والمستوى المحلي، ولكن هناك حاجة إلى نظام الأغلبية المزدوجة في القضايا الدستورية على المستوى الفيدرالي.
يتطلب نظام الأغلبية المزدوجة موافقة أغلبية المُقترعين، وأغلبية الكانتونات أيضًا. بالتالي، لا يُمكن تمرير اقتراح فردي يتضمن تعديلًا على الدستور الفيدرالي (على سبيل المثال، المبادرات الشعبية) في سويسرا إن وافقت عليه أغلبية الشعب، ولم توافق عليه غالبية الكانتونات. تُعتَبر موافقة غالبية المصوتين كافية بالنسبة إلى الاستفتاءات العامة والاقتراحات بشكل عام (مثل مبدأ المراجعة العامة للدستور)، (القانون السويسري، 2005).
في عام 1890، عندما ناقش المجتمع المدني والحكومة شروط تشريع القوانين الخاصة بالمواطن السويسري، تبنى السويسريون فكرة نظام الأغلبية المزدوجة من مجلس الشيوخ في الولايات المتحدة، الذي مثّلت فيه أصوات مجلس النواب الشعب، بينما مثَّلت أصوات مجلس الشيوخ الولايات. وفقًا لمؤيدي هذا النظام، كان هذا المنهج «الشرعي إلى حد كبير» في تشريع القوانين الخاصة بالمواطنين ناجحًا جدًا. يزعم كريس كوباتش أن سويسرا حققت نجاحات اقتصادية واجتماعية متتابعة يقل مثيلها في الأمم الأخرى. يصرّح كوباتش في نهاية كتابه «كثيرًا ما يعتبر المراقبون النظام السويسري نظامًا غريبًا بين الأنظمة السياسية، ولكن من الأنسب اعتباره نظامًا رائدًا».